# Машіал
Машіал (порт. Maxial; МФА: [mɐ.ʃi.ˈaɫ]) — парафія в Португалії, у муніципалітеті Торреш-Ведраш. Розташована в західній частині країни, на теренах історичної португальської провінції Ештремадура. Входить до складу округу Лісабон. За адміністративним поділом, чинним до 1976 року, терени парафії були складовою провінції Ештремадура. Належить до Лісабонського патріархату Католицької церкви. Патрон — свята Сюзанна. Площа — 29,2407 км². Населення — 2751 ос. (2011). Слабо урбанізований регіон. Густота населення — 94,08 осіб/км²
. Код — 111308.

## Населення
| Кількість мешканців | Кількість мешканців | Кількість мешканців | Кількість мешканців | Кількість мешканців | Кількість мешканців | Кількість мешканців | Кількість мешканців | Кількість мешканців | Кількість мешканців | Кількість мешканців | Кількість мешканців | Кількість мешканців | Кількість мешканців | Кількість мешканців |
| ------------------- | ------------------- | ------------------- | ------------------- | ------------------- | ------------------- | ------------------- | ------------------- | ------------------- | ------------------- | ------------------- | ------------------- | ------------------- | ------------------- | ------------------- |
| 1864                | 1878                | 1890                | 1900                | 1911                | 1920                | 1930                | 1940                | 1950                | 1960                | 1970                | 1981                | 1991                | 2001                | 2011                |
| 1 281               | 1 575               | 1 930               | 2 184               | 2 505               | 2 660               | 3 079               | 3 642               | 4 096               | 4 216               | 3 866               | 3 876               | 2 829               | 2 962               | 2 751               |